# Multimodal Sentiment
『Multimodal Sentiment』（マルチモーダル・センチメント）は、カーネーションの16枚目のアルバム。2016年7月13日にCROWN STONESより発売された（CROWN STONESは日本クラウン内のレーベル）。
前作から約4年ぶりのオリジナルアルバム。先行シングル｢アダムスキー｣収録の2曲、「アダムスキー」と「メテオ定食」以外は全て新曲である。全曲のインストゥルメンタルCDとの2枚組仕様になっている。
大森靖子、川本真琴、西川弘剛（GRAPEVINE）、張替智広らのゲストミュージシャンが参加している。

## 収録曲
【DISC1】
1. まともになりたい
2. WARUGI
3. Lost in the Stars
4. いつかここで会いましょう
アルバムのリードトラック。川本真琴がコーラスで参加している。PVが作成された。
5. Pendulum Lab
6. 跳べ！アオガエル
7. アダムスキー (Album Mix)
アナログ盤でリリースされた先行シングル。
8. Autumn's End
9. E.B.I.
10. 続・無修正ロマンティック 〜泥仕合〜
大森靖子とのデュエット。
11. Blank and Margin
12. メテオ定食 (Album Mix)
アナログ盤でリリースされた先行シングルのカップリング曲。

【DISC2】
1. まともになりたい(Instrumental Version)
2. WARUGI(Instrumental Version)
3. Lost in the Stars(Instrumental Version)
4. いつかここで会いましょう(Instrumental Version)
5. Pendulum Lab(Instrumental Version)
6. 跳べ！アオガエル(Instrumental Version)
7. アダムスキー (Album Mix)(Instrumental Version)'
8. Autumn's End(Instrumental Version)
9. E.B.I.(Instrumental Version)
10. 続・無修正ロマンティック 〜泥仕合〜(Instrumental Version)
11. Blank and Margin(Instrumental Version)
12. メテオ定食 (Album Mix)(Instrumental Version)